# Stalolidia krameri
Stalolidia krameri är en insektsart som beskrevs av Nielson 1979. Stalolidia krameri ingår i släktet Stalolidia och familjen dvärgstritar. Inga underarter finns listade i Catalogue of Life.